# Transports urbains de la communauté d'agglomération du Pays de Flers
Les transports en commun de la Flers Agglo forment un réseau de bus exploité par Transdev Normandie dont la marque commerciale est Némus et dont la société mère est Transdev. Ces bus permettent des échanges diversifiés entre la ville de Flers et sa périphérie, couvrant vingt cinq communes et environ 39 000 habitants.
Le réseau de bus est formé de trois lignes régulières, 10 circuits scolaires, et d'une ligne à la demande. La ligne 2 représente à elle seule 60 % du trafic Némus.

## Histoire du réseau
Transdev Normandie (anciennement VTNI) gère depuis 2006 le réseau de transports urbains de la Flers Agglo sous l'enseigne Némus. Avant cette date le réseau était sous service public et se nommait Flers Bus.

## Structure du réseau

### Itinéraire des lignes
Les bus Némus roulent en semaine mais ne circulent pas les dimanches et jours fériés.
| Ligne | Caractéristiques | Caractéristiques                                                        | Caractéristiques                                                        | Caractéristiques                                                        | Caractéristiques                                                        | Caractéristiques                                                        | Caractéristiques                                                        | Caractéristiques                                                        | Caractéristiques                                                        |
| 1     | Flers — Hôpital Monod ⥋ Flers — Boucicaut | Flers — Hôpital Monod ⥋ Flers — Boucicaut                               | Flers — Hôpital Monod ⥋ Flers — Boucicaut                               | Flers — Hôpital Monod ⥋ Flers — Boucicaut                               | Flers — Hôpital Monod ⥋ Flers — Boucicaut                               | Flers — Hôpital Monod ⥋ Flers — Boucicaut                               | Flers — Hôpital Monod ⥋ Flers — Boucicaut                               | Flers — Hôpital Monod ⥋ Flers — Boucicaut                               | Flers — Hôpital Monod ⥋ Flers — Boucicaut                               |
| ----- | --- | ----------------------------------------------------------------------- | ----------------------------------------------------------------------- | ----------------------------------------------------------------------- | ----------------------------------------------------------------------- | ----------------------------------------------------------------------- | ----------------------------------------------------------------------- | ----------------------------------------------------------------------- | ----------------------------------------------------------------------- |
| 1     | Ouverture / Fermeture — / — | Longueur —                                                              | Durée —                                                                 | Nb. d’arrêts 21                                                         | Matériel —                                                              | Jours de fonctionnement L, Ma, Me, J, V, S                              | Jour / Soir / Nuit / Fêtes O / N / N / N                                | Voy. / an —                                                             | Dépôt —                                                                 |
| 1     | Desserte : - Communes desservies : Flers (Hôpital Monod, Pôle Femme-Enfant, St Sauveur, Pierre Huet, Médiathèque, Notre Dame, De Gaulle, Place Leclerc, Gare, Parc, Maison St Michel, St Michel, Maunoury, Piscine Capfl’O, Trompe Souris, Boucicaut) - Gares desservies : Gare de Flers             |                                                                         |                                                                         |                                                                         |                                                                         |                                                                         |                                                                         |                                                                         |                                                                         |
| 1     | Autre : - Arrêts non accessibles aux UFR : aucune - Date de dernière mise à jour : 10 décembre 2021. |                                                                         |                                                                         |                                                                         |                                                                         |                                                                         |                                                                         |                                                                         |                                                                         |
| 1     | Dernière actualisation : — |                                                                         |                                                                         |                                                                         |                                                                         |                                                                         |                                                                         |                                                                         |                                                                         |
| 2     | Flers — Europe ⥋ Flers — Les Vallées | Flers — Europe ⥋ Flers — Les Vallées                                    | Flers — Europe ⥋ Flers — Les Vallées                                    | Flers — Europe ⥋ Flers — Les Vallées                                    | Flers — Europe ⥋ Flers — Les Vallées                                    | Flers — Europe ⥋ Flers — Les Vallées                                    | Flers — Europe ⥋ Flers — Les Vallées                                    | Flers — Europe ⥋ Flers — Les Vallées                                    | Flers — Europe ⥋ Flers — Les Vallées                                    |
| 2     | Ouverture / Fermeture — / — | Longueur —                                                              | Durée —                                                                 | Nb. d’arrêts 23                                                         | Matériel —                                                              | Jours de fonctionnement L, Ma, Me, J, V, S                              | Jour / Soir / Nuit / Fêtes O / N / N / N                                | Voy. / an —                                                             | Dépôt —                                                                 |
| 2     | Desserte : - Communes desservies : Flers (Europe, Géroudière, Cité Scolaire, Pont Féron, Jules Verne, St Dominique, Charleston, Place Leclerc, Gare, Hauts Vents, Fleurs, Maubert, Stade Hazé, St Michel, Vallées) - Gares desservies : Gare de Flers                                                |                                                                         |                                                                         |                                                                         |                                                                         |                                                                         |                                                                         |                                                                         |                                                                         |
| 2     | Autre : - Arrêts non accessibles aux UFR : aucune - Date de dernière mise à jour : 10 décembre 2021. |                                                                         |                                                                         |                                                                         |                                                                         |                                                                         |                                                                         |                                                                         |                                                                         |
| 2     | Dernière actualisation : — |                                                                         |                                                                         |                                                                         |                                                                         |                                                                         |                                                                         |                                                                         |                                                                         |
| 3     | La Lande-Patry – Mairie ⥋ Saint-Georges-des-Groseillers — Saint-Georges | La Lande-Patry – Mairie ⥋ Saint-Georges-des-Groseillers — Saint-Georges | La Lande-Patry – Mairie ⥋ Saint-Georges-des-Groseillers — Saint-Georges | La Lande-Patry – Mairie ⥋ Saint-Georges-des-Groseillers — Saint-Georges | La Lande-Patry – Mairie ⥋ Saint-Georges-des-Groseillers — Saint-Georges | La Lande-Patry – Mairie ⥋ Saint-Georges-des-Groseillers — Saint-Georges | La Lande-Patry – Mairie ⥋ Saint-Georges-des-Groseillers — Saint-Georges | La Lande-Patry – Mairie ⥋ Saint-Georges-des-Groseillers — Saint-Georges | La Lande-Patry – Mairie ⥋ Saint-Georges-des-Groseillers — Saint-Georges |
| 3     | Ouverture / Fermeture — / — | Longueur —                                                              | Durée —                                                                 | Nb. d’arrêts 16                                                         | Matériel Standard                                                       | Jours de fonctionnement L, Ma, Me, J, V, S                              | Jour / Soir / Nuit / Fêtes O / N / N / N                                | Voy. / an —                                                             | Dépôt —                                                                 |
| 3     | Desserte : - Communes desservies : Saint-Georges-des-Groseillers (St Georges, Stade, Mesleret, Launay Cornu, Bellevue, Henry Veniard), Flers (De Gaulle, Place Leclerc, Château, Le Tremblay), La Lande-Patry (Etangs, ADAPEI, Oisellerie, Eglise, Ecole, Mairie) - Gares desservies : Gare de Flers |                                                                         |                                                                         |                                                                         |                                                                         |                                                                         |                                                                         |                                                                         |                                                                         |
| 3     | Autre : - Arrêts non accessibles aux UFR : aucune - Date de dernière mise à jour : 10 décembre 2021. |                                                                         |                                                                         |                                                                         |                                                                         |                                                                         |                                                                         |                                                                         |                                                                         |
| 3     | Dernière actualisation : — |                                                                         |                                                                         |                                                                         |                                                                         |                                                                         |                                                                         |                                                                         |                                                                         |

Depuis 2006, un système de transport à la demande complète l'offre.
Le réseau est complété par les lignes inter-urbaines du réseau "Cap'Orne".